# 阿部祐大朗
阿部祐大朗（1984年10月5日—），前日本職業足球員，日本20歲以下足球代表隊成員。

## 俱乐部生涯
2002年，阿部祐大朗在橫濱水手开始足球生涯。2005年转会至山形山神，2007年转会至Ferverosa Ishikawa Hakusan FC，2007年转会至德島漩渦，2009年转会至鳥取飛翔。2011年，引退。

## 日本國家足球隊
阿部祐大朗参加了2003年世界青年錦標賽。

## 外部連結
- （日語）J.League Data Site （页面存档备份，存于）